# Niphargus valachicus
Niphargus valachicus é uma espécie de crustáceo da família Niphargidae.
Pode ser encontrada nos seguintes países: Bulgária, Croácia, Hungria, Roménia, Sérvia e Montenegro, Eslováquia e Eslovénia.